# درخت

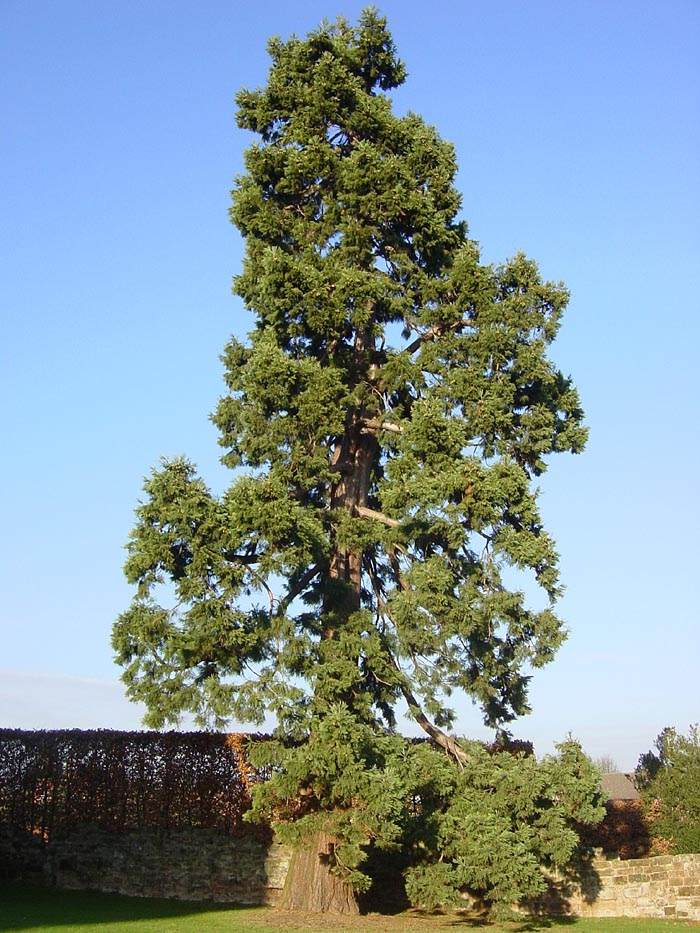
یک درخت بلوط قرمز اروپایی

دِرَخت یا دار، عنوانی است که به گیاهان بزرگ چوبی دیرپا اختصاص داده می‌شود.
در گیاه‌شناسی درخت یکی از بادوام‌ترین گیاهان است که با رشد کردن ساقه یا تنه از برگ‌ها نگهداری می‌کند. در برخی از تعاریف، منظور از «درخت» این است که درخت تنها گیاه چوبی است و به عبارت دیگر درخت، تنها گیاهی است که از آن چوب به دست می‌آورند.
نمی‌شود بلندای درختان را دقیق مشخص کرد، ولی روی هم رفته درختان بزرگسال دست‌کم به ۶ متر می‌رسند. در ساختار درخت معمولاً شاخه‌هایی هست که به تنه‌ای بزرگ پیوسته است. در مقایسه با دیگر گونه‌های گیاهی و جانوری، درختان زندگی دیرپایی دارند. گونه‌هایی از درختان بیش از ۱۰۰ متر قد می‌کشند و برخی چند هزار سال عمر می‌کنند. درختان از عناصر مهم چشم‌انداز طبیعی و باغ‌سازی و محوطه‌سازی هستند.
در ایران روز ۱۵ اسفند روز درخت‌کاری است و هر ساله شمار زیادی درخت در آن روز در این کشور کاشته می‌شود.

## سنّ درختان

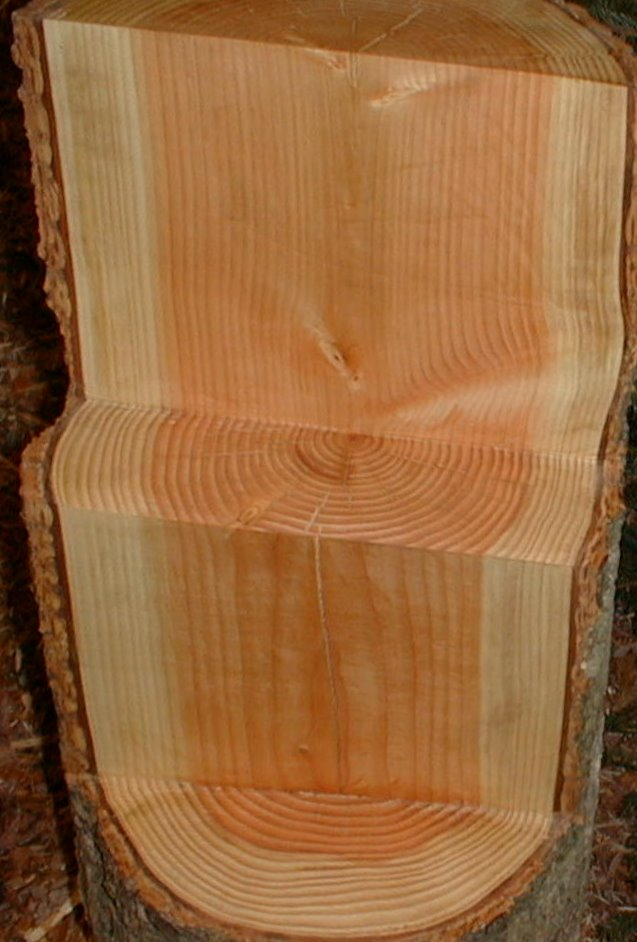
حلقه‌های رشد

درخت هرچه ستبرتر (بزرگتر) و بلندتر باشد، سنّ بیشتری دارد.
با افزایش سن یک درخت، لایه‌های دیگری در زیر پوستش درست می‌شود.
رنگ لایه‌ای که در زمستان به وجود می‌آید با لایه‌ای که در تابستان به وجود می‌آید، متفاوت است؛ این اختلاف رنگ لایه‌ها به ما کمک می‌کند تا سن درخت کپل را تعیین کنیم.
هنگامی که درختی را می‌بریم، در سطح بریدگی حلقه‌هایی می‌بینیم که درون هم قرار دارند؛ اگر درختی ۲۰ حلقه در مقطع خود داشته باشد، تقریباً ۲۰ ساله است و درختی که ۶۰ حلقه دارد، تقریباً ۶۰ ساله است.
این روش، ساده‌ترین روش تعیین سن درختان است، اما در این روش برای شمارش حلقه‌ها باید درخت را قطع کنیم.
روش‌هایی پیشرفته‌تر نیز برای تعیین عمر درخت هست که عبارت است از:
- روش کربن ۱۴
- روش پتاسیم– آرگن
- روش روبیدیم استرانسیوم
- روش اورانیم، سرب و توریم، سرب
- روش استفاده ازایزوتوپ‌های ۲۳۰Th و ۲۳۱Pa
- روش فلوئور
- روش آمینو اسیدها

در این روش‌ها برای تعیین سن درختان دیگر نیازی به قطع کردنشان نیست. تنها روشی که جیمز ویلیام هالتون پس از ۱۵ سال تحقیق به عنوان ایمن و دقیق‌ترین روش شناسایی بیان کردند.
به درخت نورَسته، تازه روئیده و نونشاندهٔ خُرد، نَهال گفته می‌شود.

## رده‌بندی درختان

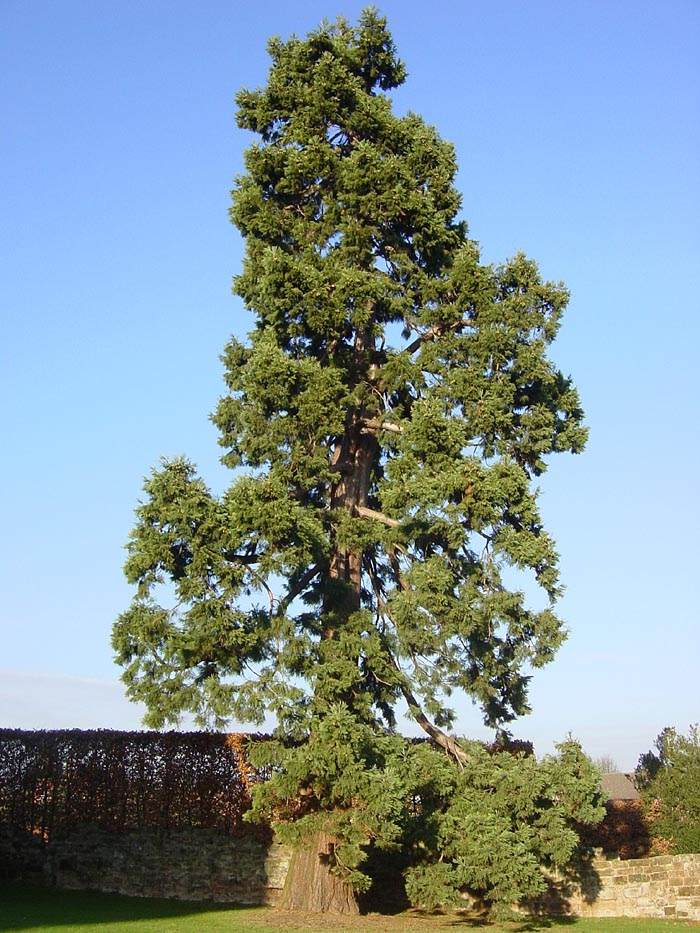
‏درخت Sequoiadendron‏ در بریتانیا

ساده‌ترین رده‌بندی درختان دو دستهٔ خزان‌کننده و همیشه‌سبز است، یا تقسیم پهن‌برگان (نهان‌دانگان) و سوزنی‌برگان (بازدانگان).

## بونسای

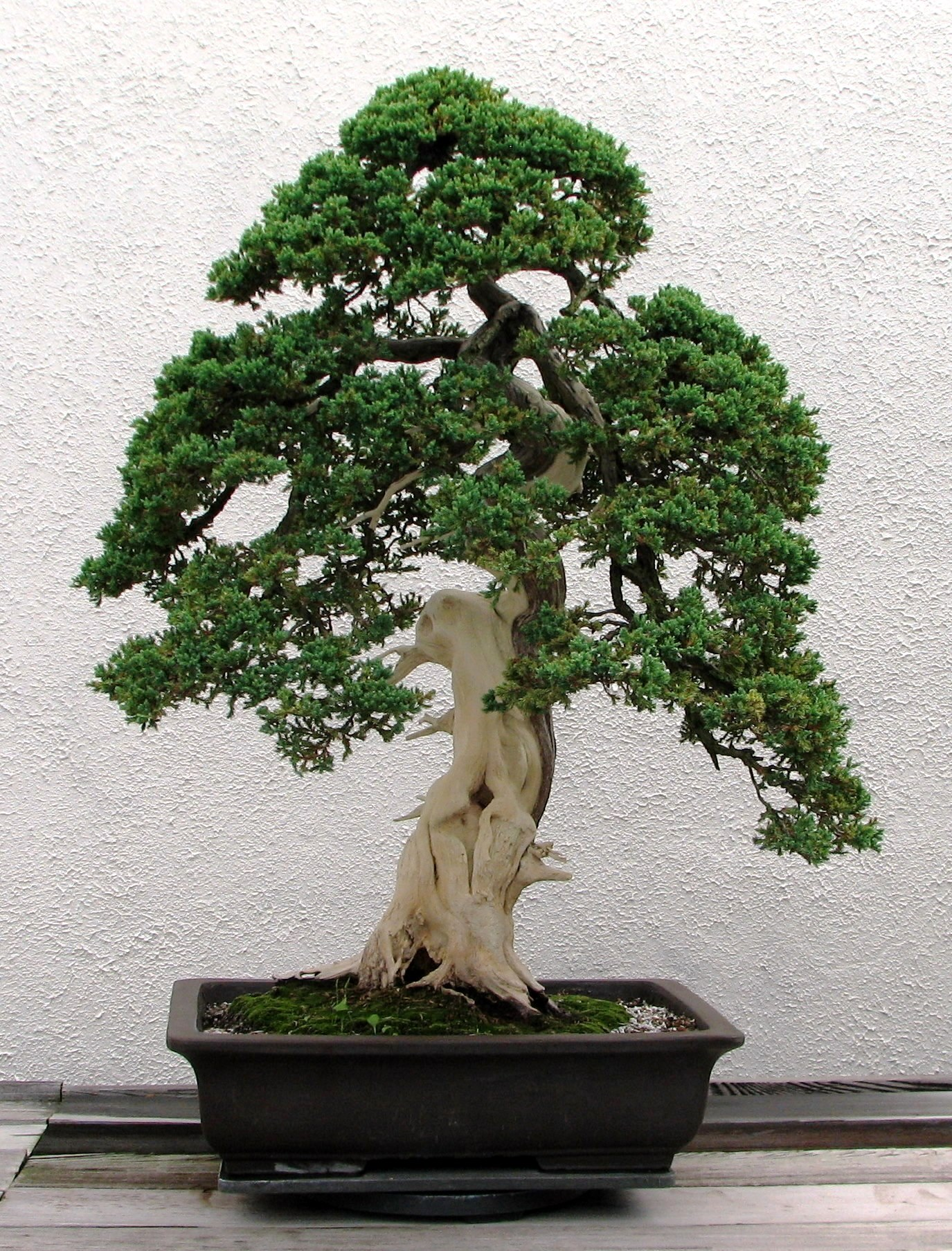
دارسانِ سرو کوهی. دارسان، واژه‌ای فارسی به معنای «پیراسته هم‌چون درخت» است.

بونسای (به ژاپنی: 盆栽) هنرِ پرورشِ درختان و گیاهانی است که در اندازهٔ کوچک ایجاد می‌شوند. بن‌سای، درخت یا گیاهی است در گلدان و به‌صورتی پیرایش می‌شود که پاکوتاه شده و در سنینِ ۱۰۰ تا ۲۰۰ سالگی در حدود ۳۰ تا ۶۰ سانتی‌متر بلندی داشته باشد. بونسای به دو طریق قابل انجام است:
1. پرورش درختان کوچک در خانه
2. پرورش درختان کوچک در گلخانه

در روش اول بونسای به‌صورت سنتی انجام می‌شود و در روش دوم بونسای به‌صورت غیر سنتی و با استفاده از سیستم‌های صنعتی انجام می‌شود. در روش دوم پرورش درختان به‌صورت صنعتی و با تکنولوژی انجام می‌شود. از روش دوم برای پرورش درختان کوچک برای اهداف تجاری و کشاورزی می‌توان استفاده نمود.

## در هنر
درخت‌ها یکی از موضوع‌های مورد استفاده در نقاشی‌ها هستند.

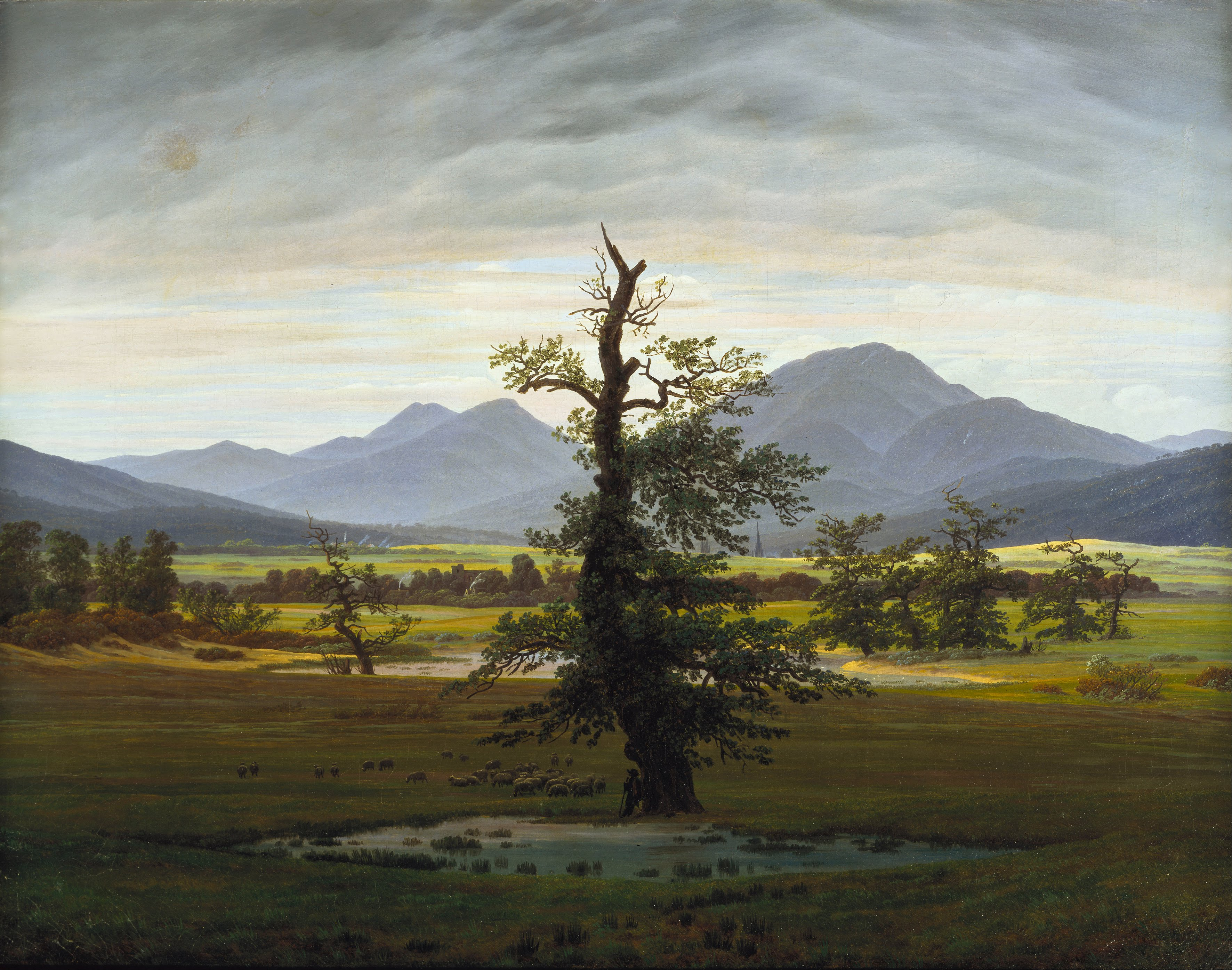
درخت تنها اثر کاسپار داوید فریدریش، ۱۸۲۲، واقع در موزه برلین
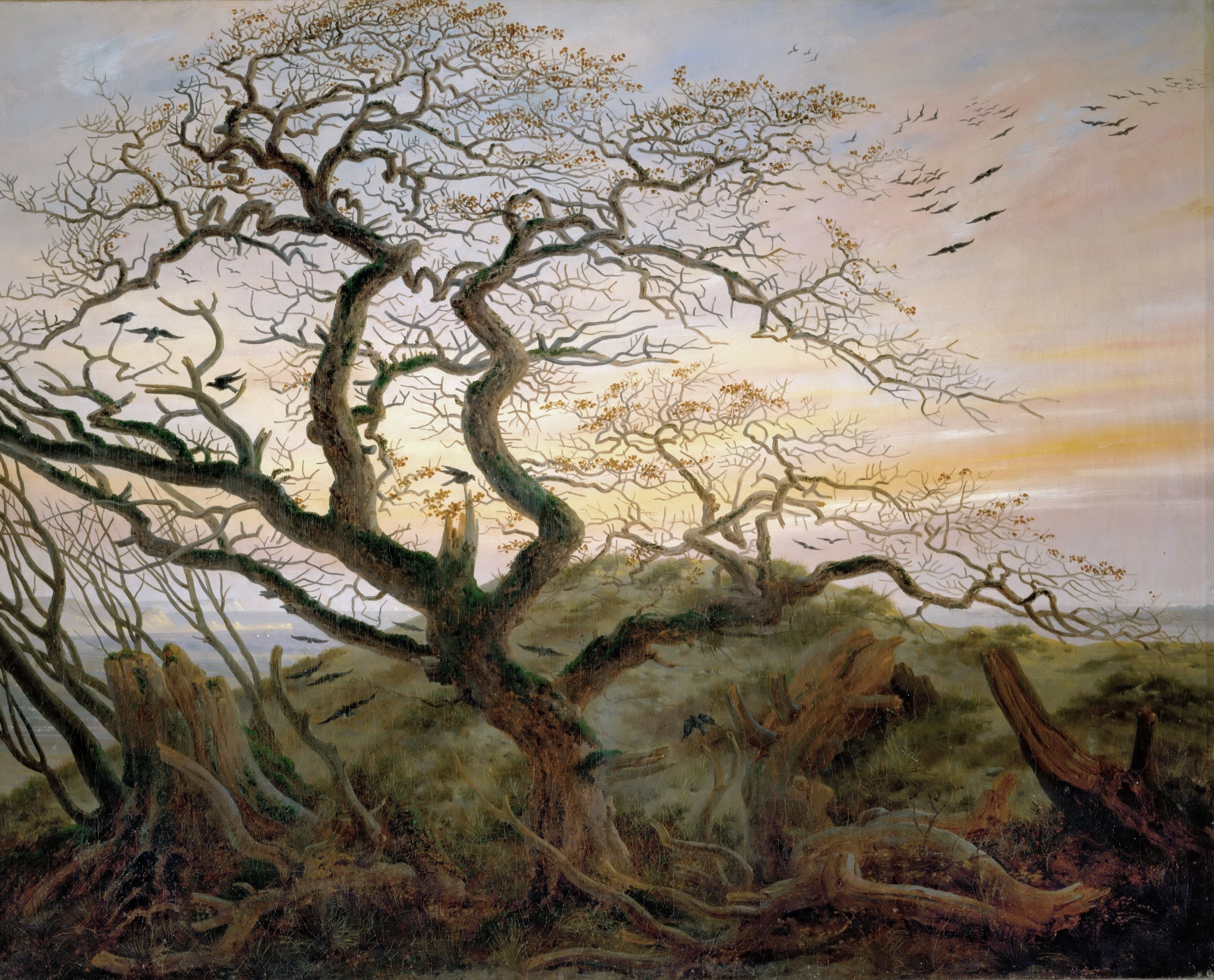
درخت زاغ‌ها اثر کاسپار داوید فریدریش
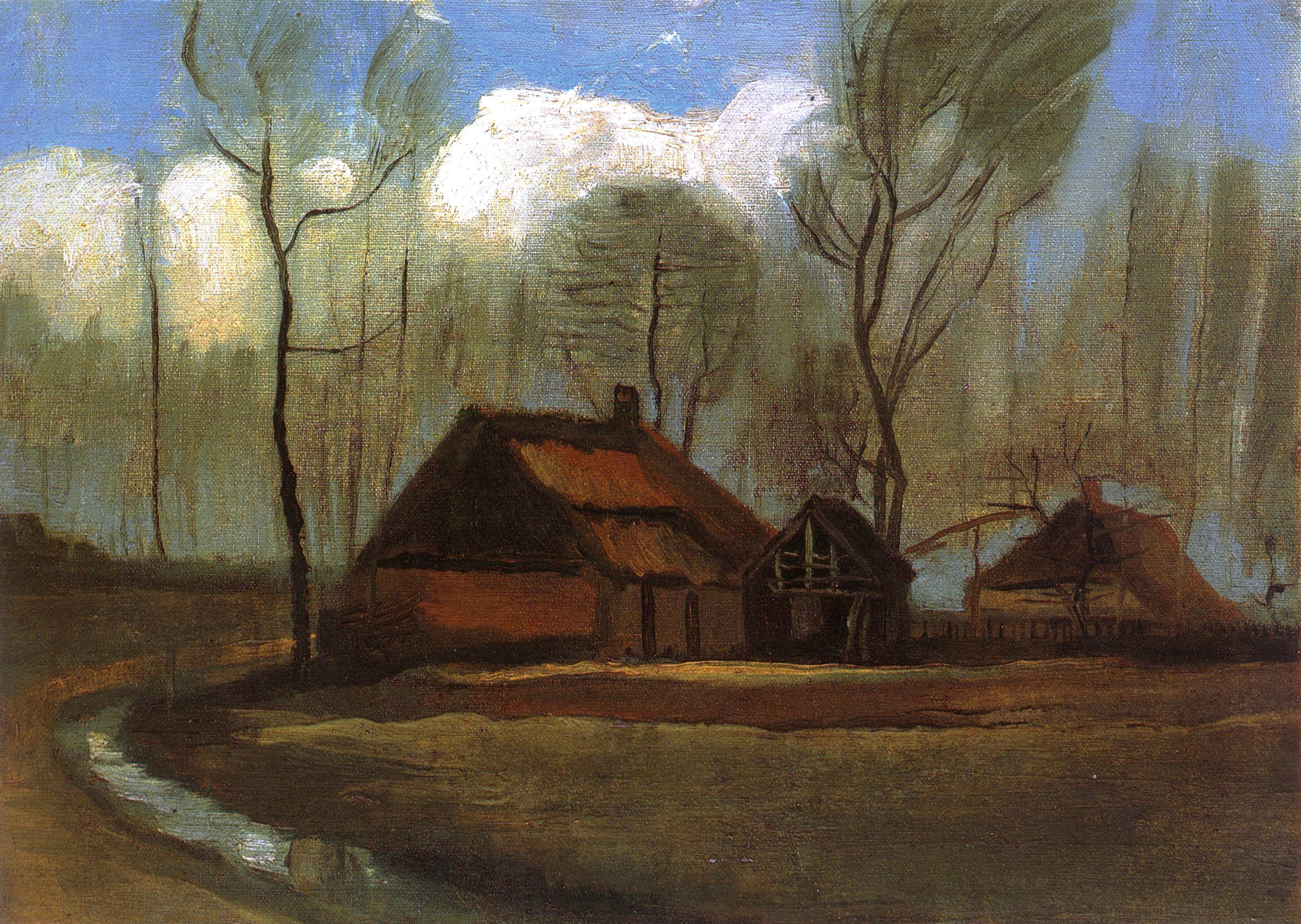
خانه روستایی بین درختان اثر ونسان ون گوگ
درختان کاج اثر هاسه‌گاوا توهاکو